# ريموند سوندرز
ريموند سوندرز (بالإنجليزية: Raymond Saunders) هو فنان ورسام أمريكي، ولد في 28 أكتوبر 1934 في بيتسبرغ في الولايات المتحدة.